# Obersteinbach (Bas-Rhin)
Obersteinbach là một thị trấn trong tỉnh Bas-Rhin, thuộc vùng Grand Est của nước Pháp, có dân số là 184 người (thời điểm 1999).

## Thông tin nhân khẩu
| 1962 | 1968 | 1975 | 1982 | 1990 | 1999 |
| ---- | ---- | ---- | ---- | ---- | ---- |
| 193  | 230  | 189  | 197  | 199  | 184  |

## Địa điểm tham quan
- Lâu đài Lutzelhardt
- Lâu đài Wasigenstein đầu thế kỉ 12.